# Десет малки индианчета
„Десет малки индианчета“ (на английски: Ten Little Indians) е американски телевизионен филм от 1959 година, заснет от Талент Асошиейтс по поръчка на телевизия Ен Би Си. Той е адаптация на романа на Агата Кристи „Десет малки негърчета“.

## Сюжет
Група от аморални хора са поканени да посетят имение на изолиран остров. При пристигането си те чуват съобщение, записано на фонограф, което ги обвинява в извършени престъпления, спрямо които правосъдието е безсилно. След това последователно един от тях умира отровен, втори- от свръхдоза приспивателни, трети- от пробождане на ръжен, докато пада в камината, а четвърти- от намушкване (всичко съчетано с римите на детско стихотворение). Останалите оцелели осъзнават, че убиеца е сред тях. В отчаяната игра на оцеляване те се опитват да разберат кой е убиеца преди да бъдат убити. Кой ще е следващият?

## В ролите
- Нина Фох като Вера Клейторн
- Бари Джоунс като Господин Правосъдие- Сър Лоурънс Уоргрейв
- Ромни Брент като Доктор Едуард Армстронг
- Питер Батхърст като Детектив Уилям Хенри Блор
- Кенет Хейг като Филип Ломбард